# ماریو عبده بنیتس
ماریو عبده بنیتس (به انگلیسی: Mario Abdo Benítez) ;تلفظ اسپانیایی: [ˈma. ɾjo ˈaβ. ðo βeˈni.tes]) (زاده ۱۰ نوامبر ۱۹۷۱) سیاستمدار لبنانی‌الاصل اهل پاراگوئه‌ است که از ۱۵ اوت ۲۰۱۸ تا ۱۵ اوت ۲۰۲۳ ریاست جمهوری این کشور را بر عهده داشت. او پیشتر رئیس مجلس سنای پاراگوئه بوده‌است.